# 萊克伊莎貝拉 (密歇根州)
萊克伊莎貝拉（英語：Lake Isabella）是位於美國密歇根州伊莎貝拉縣布魯姆菲爾德鎮區及謝爾曼鎮區的一個村。

## 人口
根據2020年美國人口普查的數據，萊克伊莎貝拉的面積為11.55平方千米，當中陸地面積為9.01平方千米，而水域面積為2.54平方千米。當地共有人口1829人，而人口密度為每平方千米158人。